# 仙台魔人
仙台魔人（せんだいまじん）は、日本の漫画家。宮城県仙台市出身。主に成人向け漫画を描く。

## 作品リスト
- Sweet Complex （1997年9月、ワニマガジン社〈ワニマガジンコミックス〉、ISBN 978-4-89829-329-4）
- Sweet Complex 2 （1999年4月、ワニマガジン社〈ワニマガジンコミックス〉、ISBN 978-4-89829-380-5）
- 彼女が裸に着替えたら （2002年2月、メディアックス〈MDコミックス〉、ISBN 978-4-89613-476-6）
- ガチャダマ （2002年7月、ワニマガジン社〈ワニマガジンコミックス〉、ISBN 978-4-89829-926-5）
- ゆうわぁく （2005年10月29日[2]、実業之日本社〈マンサンコミックス〉、ISBN 978-4-40816-953-8）
- されるがママ （2009年2月、メディアックス〈MDコミックスNEO〉、ISBN 978-4-86201-091-9）
- コスってあげる! （2009年10月26日[3]、メディアックス〈MDコミックスNEO〉、ISBN 978-4-86201-147-3）
- お嬢様の華麗な欲望 （2014年8月16日、実業之日本社〈マンサンコミックス〉、電子書籍のみ）

### アンソロジー
- 檄ヤバ！アンソロジーvol.01 なかに出してよ （2008年10月、メディアックス〈MDコミックス〉、ISBN 978-4-86201-067-4）
- 檄ヤバ！アンソロジーvol.03 なかだし、してね （2009年2月、メディアックス〈MDコミックス〉、ISBN 978-4-86201-090-2）